# یواس‌اس چتک (وای‌تی‌بی-۸۲۷)
یواس‌اس چتک (وای‌تی‌بی-۸۲۷) (به انگلیسی: USS Chetek (YTB-827)) یک کشتی بود که طول آن ۱۰۹ فوت (۳۳ متر) بود. این کشتی در سال ۱۹۷۳ ساخته شد.